# Abudefduf sexfasciatus
Pour les articles homonymes, voir Sergent-major (homonymie).
Sergent-major à queue en ciseaux
Espèce
Le Sergent-major à queue en ciseaux (Abudefduf sexfasciatus) est un poisson appartenant à la famille des Pomacentridae. 

## Description et caractéristiques
Ce sont des sergents-majors caractéristiques, avec un corps argenté comprimé latéralement. On les reconnaît aux 5 barres noires verticales qui ornent leurs flancs (mais s'arrêtent avant le ventre), et aux deux barres noires en ciseau au niveau de la queue (ce qui les distingue de tous les autres sergents-majors). Les juvéniles peuvent être colorés de bleu et de jaune pâle. 

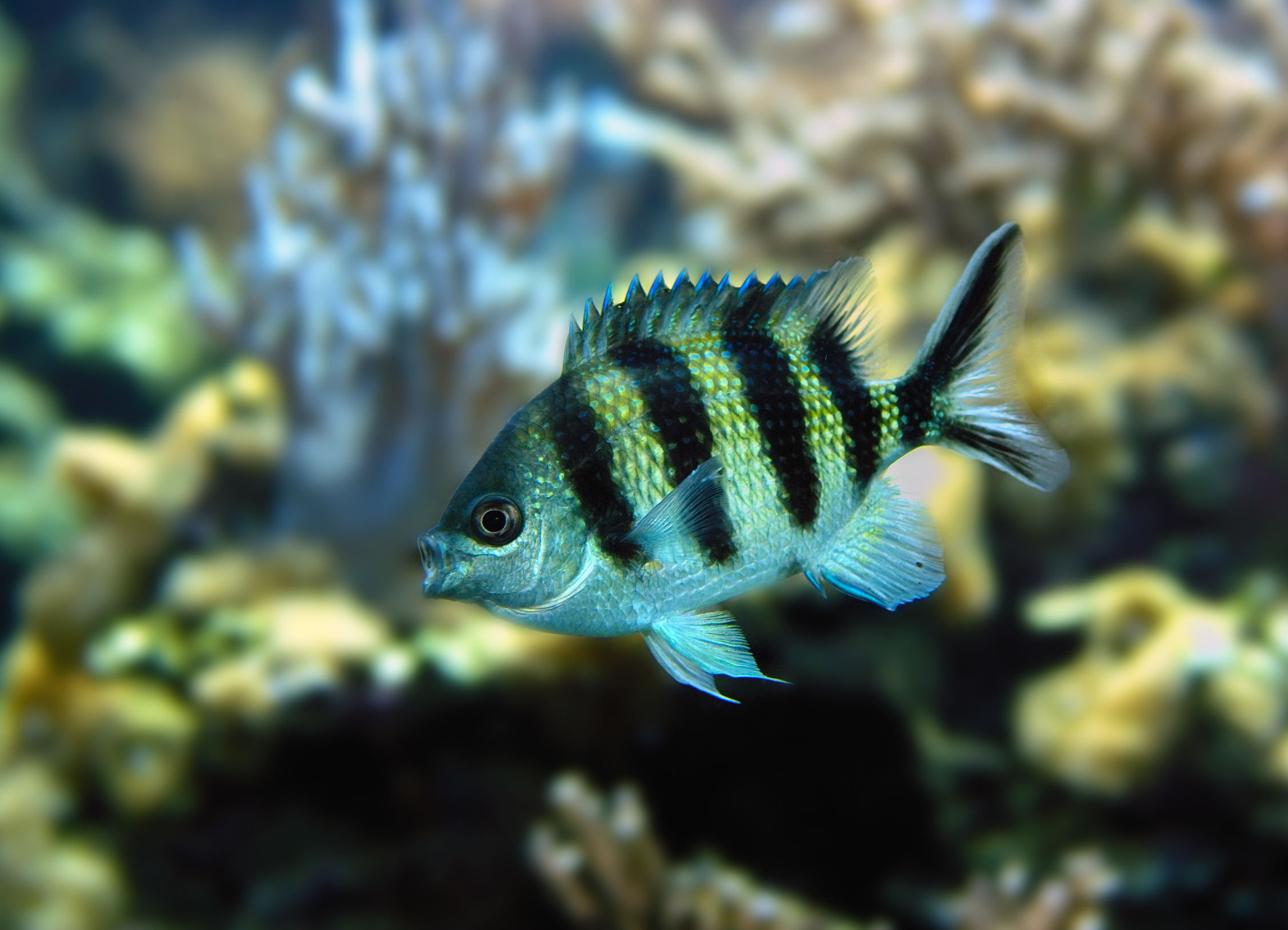
juvénile
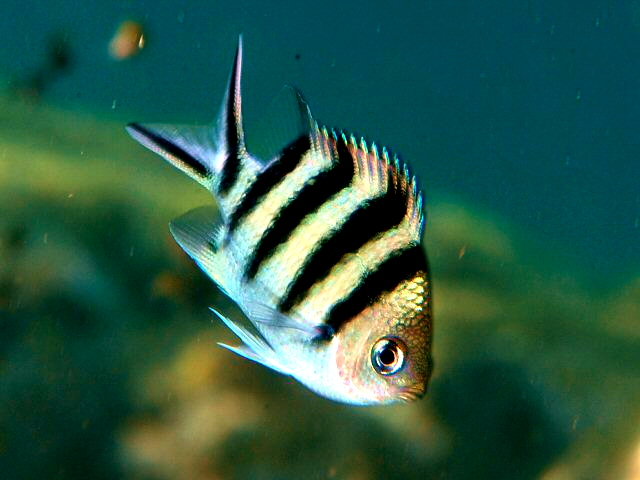
adulte
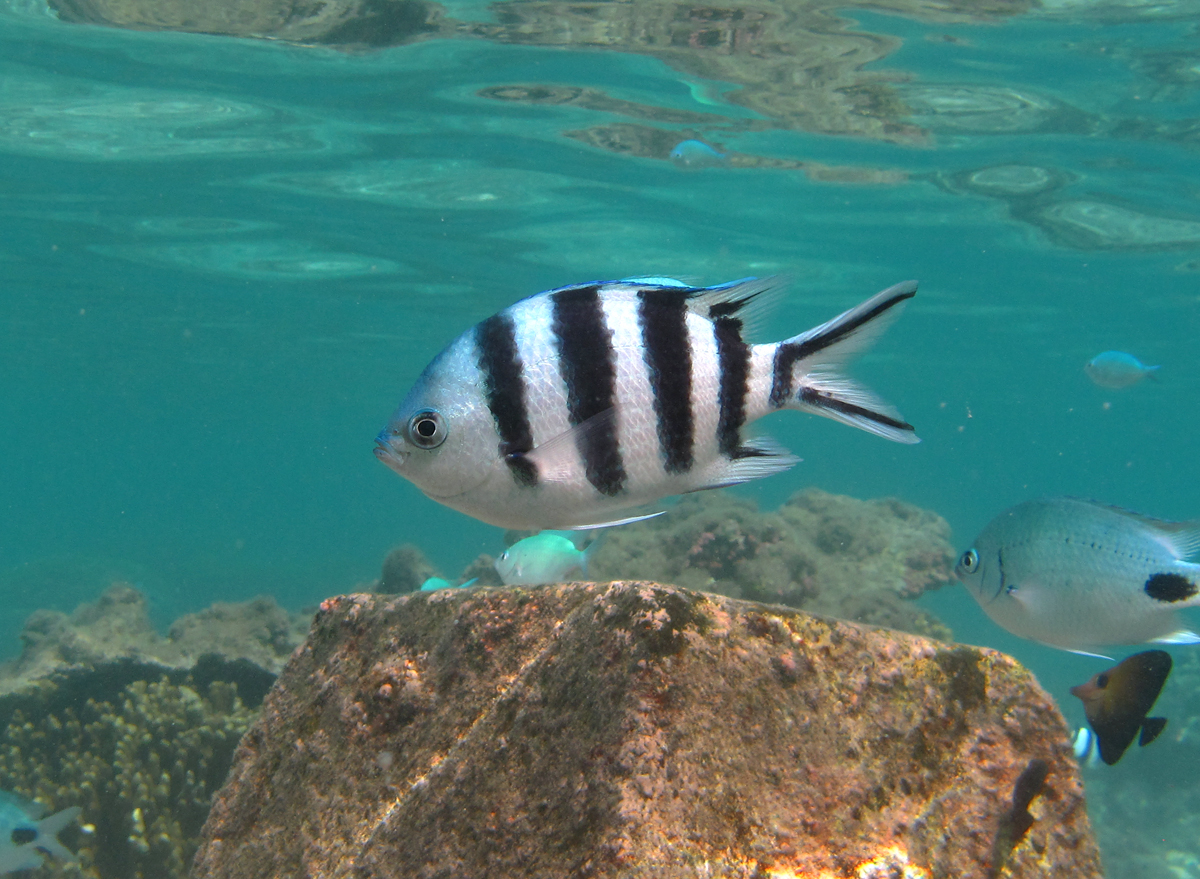

## Habitat et répartition
Il fréquente les eaux tropicales du bassin Indo-Pacifique ainsi que la mer Rouge.